# Futebol de pino

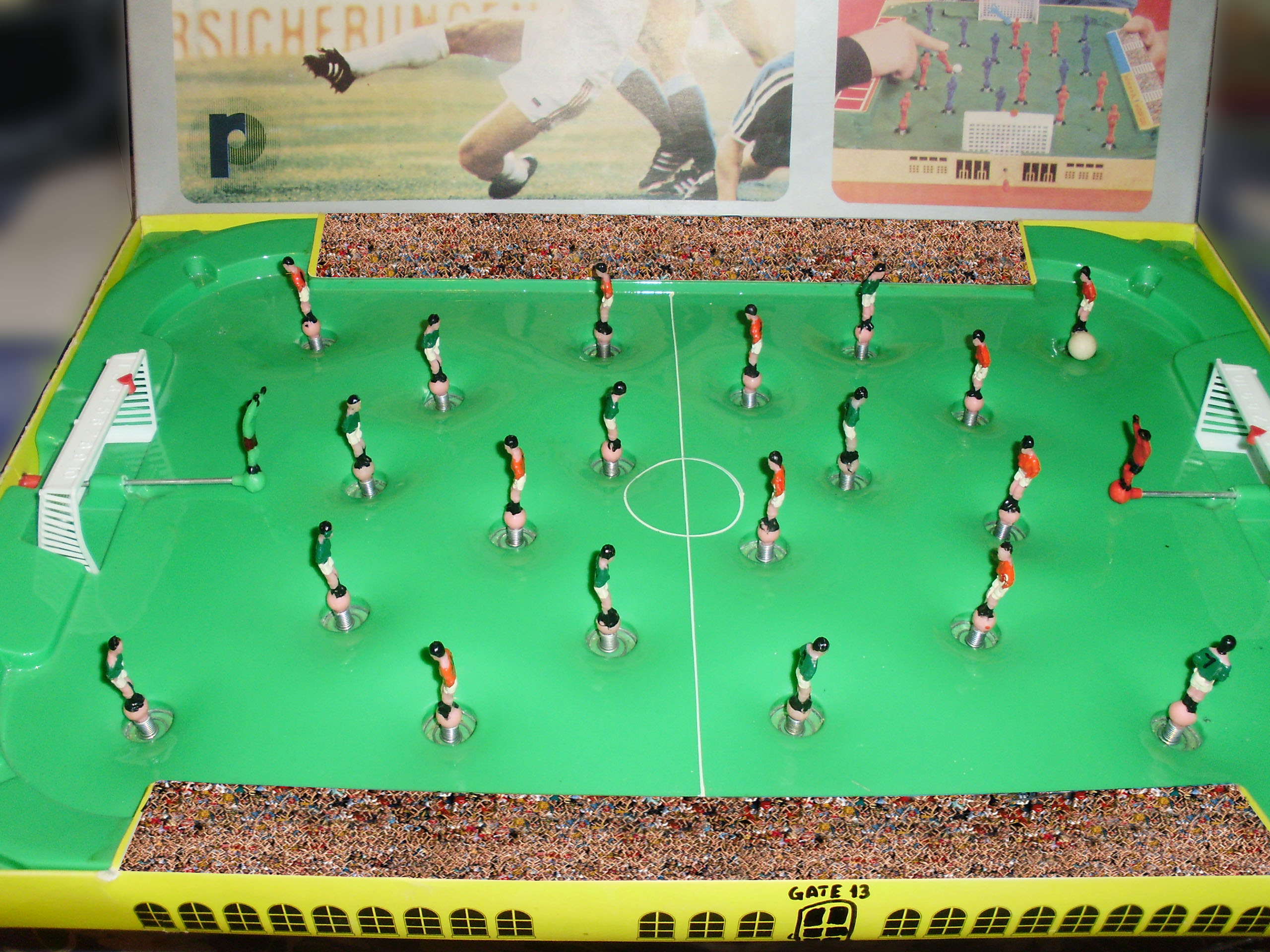
Mesa de futebol de pino.

Futebol de pino é um jogo no qual, em uma tábua de madeira, que retrata um campo de futebol, há pinos ou pregos que retratam os onze jogadores de futebol (contando com o goleiro) em cada metade do campo. A bola às vezes é retratada como uma moeda metálica ou um pedaço de papel caso não haja uma variante da mesma em tamanho pequeno. Para movê-la e fazer com que o jogo aconteça, os participantes utilizam-se dos dedos através de petelecos. O objetivo é marcar o maior número de gols possíveis.
O futebol de pino pode ser jogado em duplas sendo que, cada vez um jogador faz a sua jogada. O jogo pode terminar com dois gols ou mais.